# József Mindszenty
Ctihodný József kardinál Mindszenty (narozen jako József Pehm, 29. března 1892 Csehimindszent – 6. května 1975 Vídeň) byl maďarský katolický duchovní, arcibiskup ostřihomský a kníže-primas maďarský v letech 1945–1973. Byl politickým vězněm nacismu a komunismu, v letech komunistického režimu se stal symbolem maďarského odporu vůči komunistickému zřízení.

## Život
Narodil se v původem švábské rodině jako József Pehm. Na kněze byl vysvěcen v roce 1915. V roce 1941 si změnil německy znějící jméno Pehm na Mindszenty podle obce svého narození. Důvodem ke změně bylo, že většina maďarských Němců podporovala nacistický Volksbund. V březnu 1944 se stal biskupem ve Veszprému. V listopadu 1944 byl uvězněn maďarskou fašistickou vládou poté, co kritizoval genocidu Židů prováděnou v Maďarsku.

Znak kardinála Józsefa Mindszentyho

Po skončení druhé světové války byl v září 1945 jmenován arcibiskupem v Ostřihomi. Před svobodnými volbami v listopadu 1945 odsoudil Mindszenty v pastýřském listu „marxistické zlo“ a vyzval věřící k volební podpoře Strany nezávislých malorolníků. Po volbách, které malorolníci přesvědčivě vyhráli, neúspěšně podporoval ideu obnovení monarchie v Maďarsku. V roce 1946 jej papež Pius XII. jmenoval kardinálem.

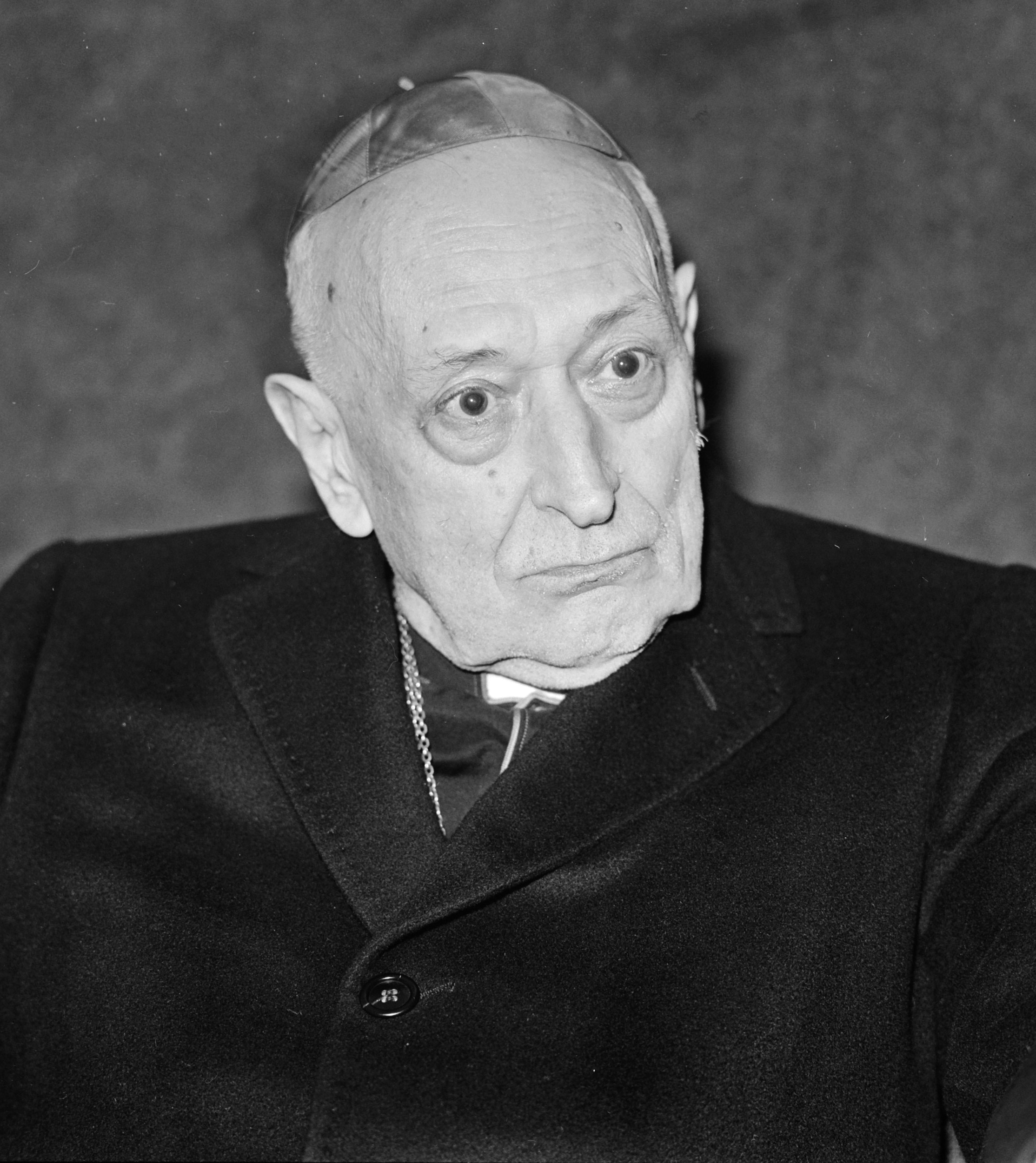
József Mindszenty v roce 1974

Pro svůj boj za obranu náboženských svobod se kardinál stal od roku 1947 terčem rozsáhlé propagandistické kampaně, v jejímž rámci byl označen za „hlavu klerikální reakce“. Už v prosinci 1948 byl kardinál Mindszenty zatčen jako první z hlavních církevních představitelů v nových komunistických režimech. V předtuše svého zatčení založil do církevního archivu následující prohlášení: „Počínaje dnešním dnem, prohlašuji neplatným a nepravdivým jakékoli přiznání viny připisované mé osobě.“ V následujícím vykonstruovaném procesu byl odsouzen k doživotnímu vězení na základě vynuceného přiznání. Po jeho zatčení následovalo v Maďarsku masové zatýkání kněží a perzekuce církví.
Z vězení byl propuštěn teprve 30. října 1956 během maďarského povstání (důstojník, který jej z internace přivezl do Budapešti, byl později za Kádárova režimu popraven). Ve veřejném rozhlasovém projevu vyzval k odporu proti komunistickému režimu, ale vyslovil se i proti jeho dědicům (míněna vláda Imreho Nagye, zčásti složená z reformních komunistů). Po porážce povstání se kardinál uchýlil na americké velvyslanectví v Budapešti, kde nuceně strávil v politickém azylu následujících 15 let. Teprve v roce 1971 mu bylo komunistickým režimem po dlouhém vyjednávání umožněno vycestovat do zahraničí.

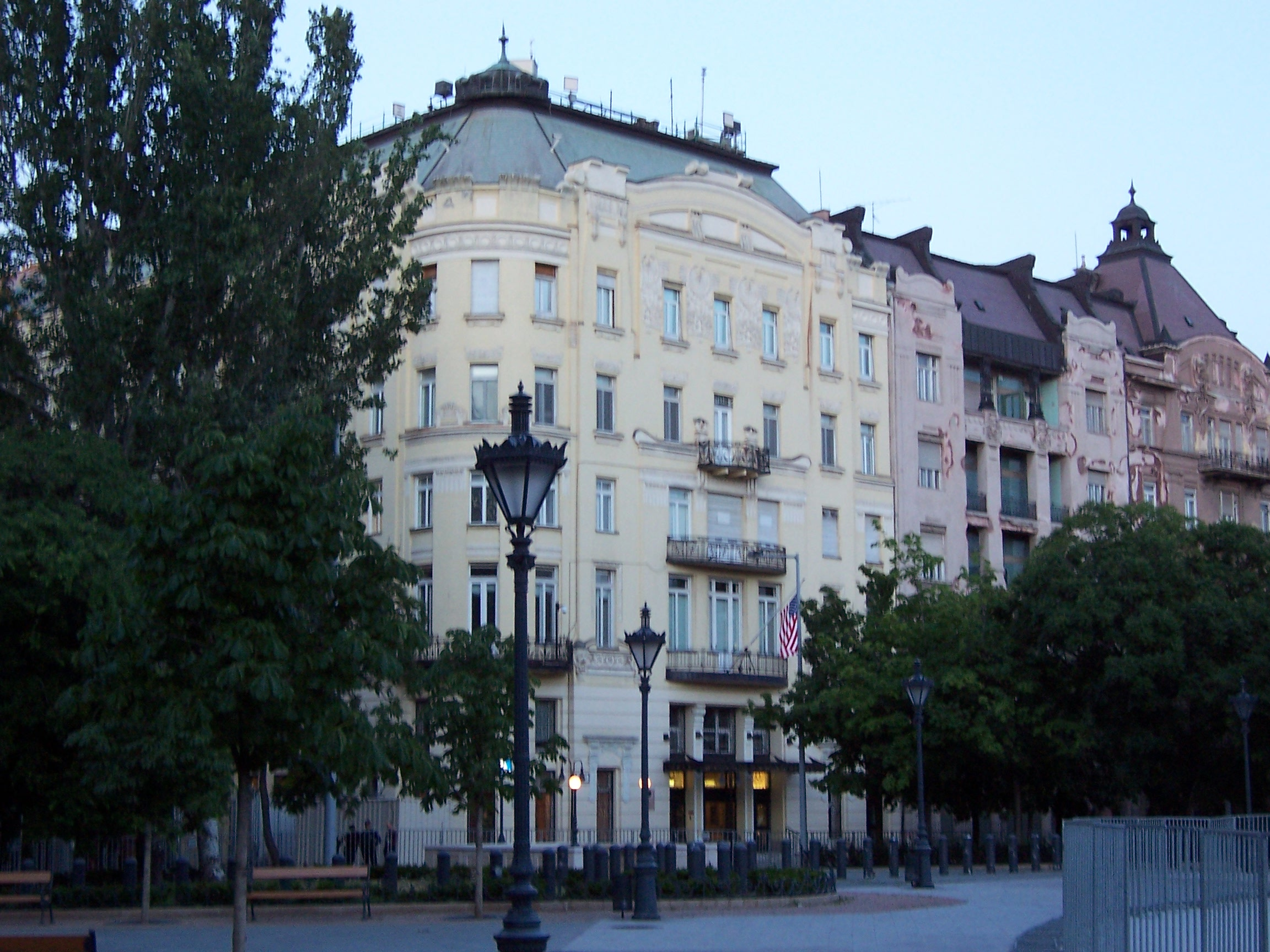
Budova amerického velvyslanectví v Budapešti, kde strávil Mindszenty 15 let v nuceném politickém azylu

Na úřad ostřihomského arcibiskupa odmítl rezignovat, nicméně v roce 1973 jej papež Pavel VI., který jej prohlásil za „oběť historie“, na nátlak maďarských komunistů zbavil úřadů a prohlásil jeho arcidiecézi za neobsazenou. To umožnilo, aby Vatikán v duchu své východní politiky nalezl kompromisní dohodou s maďarskou komunistickou vládou o znovuobsazení tohoto úřadu. Jeho nástupcem se tak stal László Lékai, nicméně zprvu jen jako apoštolský administrátor – plnoprávným arcibiskupem a primasem se stal až v roce 1976, po Mindszentyho smrti. Byl řádovým prelátem a nositelem duchovního velkokříže Vojenského a špitálního řádu sv. Lazara Jeruzalémského. Pozornost vyvolaly Mindszentyho Paměti, které zveřejnil v exilu a v nichž se vůči vatikánské východní politice vyslovuje rezervovaně. Kniha byla záhy přeložena do několika jazyků. Věznění a následný azyl na americkém velvyslanectví mu neumožnily zúčastnit se papežských voleb, které proběhly v době, kdy byl kardinálem (1958, 1963). Zemřel v roce 1975 v exilu v Rakousku a pohřben byl v maďarské kapli v klášteře Mariazell. V roce 1991 bylo jeho tělo přeneseno do katedrály v Ostřihomi a slavnostně uloženo tam. Dne 12. února 2019 byl papežem Františkem prohlášen za Ctihodného.